# Daubeuf-près-Vatteville
Daubeuf-près-Vatteville ist eine französische Gemeinde mit 460 Einwohnern (Stand: 1. Januar 2022) im Département Eure in der Region Normandie. Sie gehört zum Arrondissement Les Andelys und zum Kanton Les Andelys. Die Einwohner werden Daubeviens genannt.

## Nachbargemeinden
Daubeuf-près-Vatteville liegt etwa 30 Kilometer südöstlich von Rouen.
Nachbargemeinden von Daubeuf-près-Vatteville sind Vatteville im Norden und Nordwesten, Heuqueville im Norden und Nordosten, La Roquette im Osten und Südosten, Muids im Süden, Herqueville im Südwesten sowie Connelles im Westen.

## Bevölkerungsentwicklung
| Jahr                      | 1962 | 1968 | 1975 | 1982 | 1990 | 1999 | 2006 | 2013 |
| Einwohner                 | 341  | 337  | 296  | 307  | 393  | 425  | 461  | 486  |
| Quelle: Cassini und INSEE |      |      |      |      |      |      |      |      |

## Sehenswürdigkeiten
- Merowingisches Gräberfeld, Monument historique
- Kirche Saint-Martin aus dem 13. Jahrhundert, Monument historique
- Kapelle Notre-Dame-des-Jardins in Fretteville
- Schloss Les Buspins aus dem 17. Jahrhundert, Monument historique
- Herrenhaus von Fretteville aus dem 17./18. Jahrhundert, Monument historique
- Herrenhaus von Saint-Ouen aus dem 13. Jahrhundert
- Gutshof von Mont-Joyeux aus dem 17./18. Jahrhundert, Monument historique
- Mühle
- Wegekreuz, Monument historique

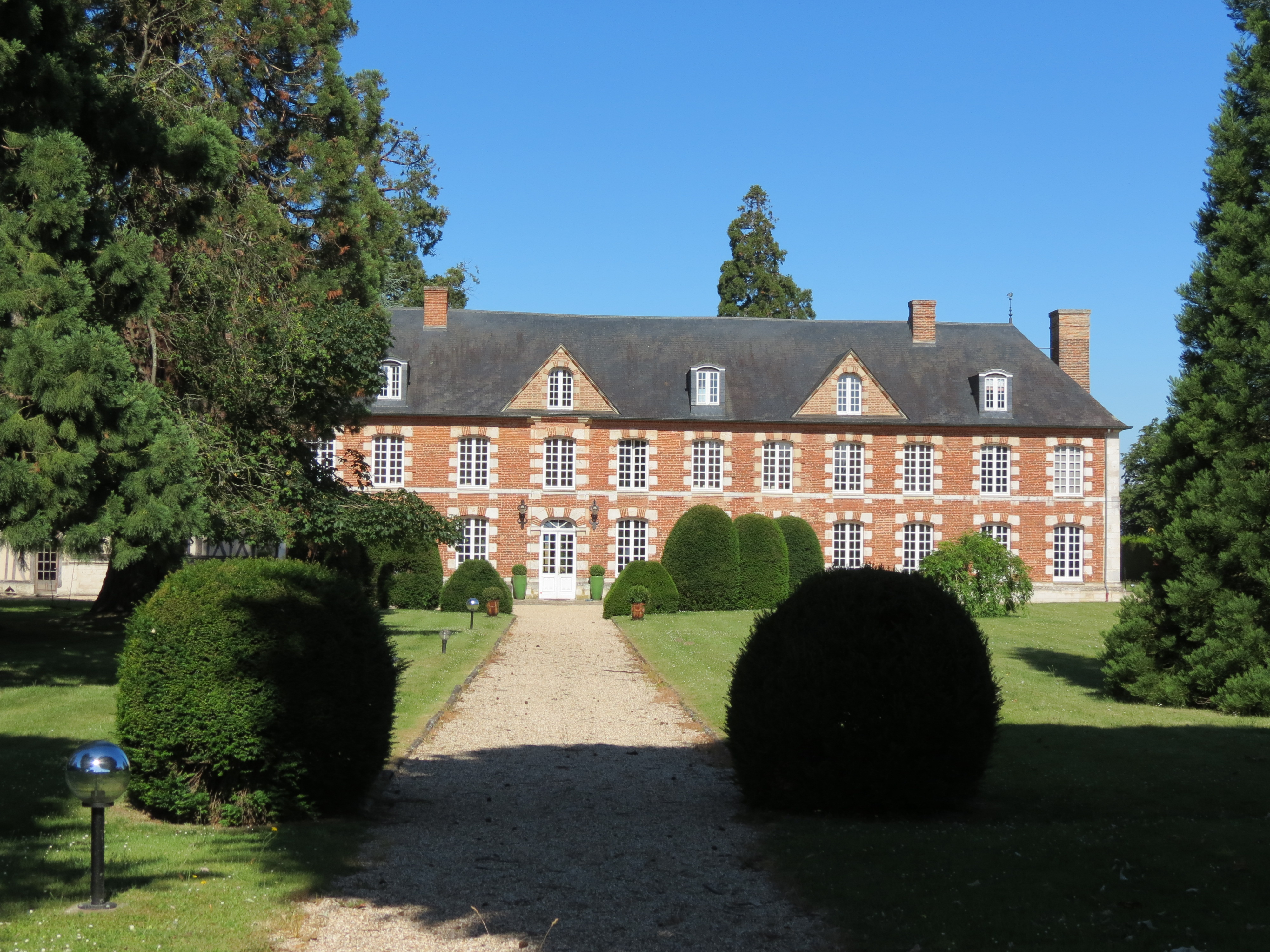
Schloss Les Buspins
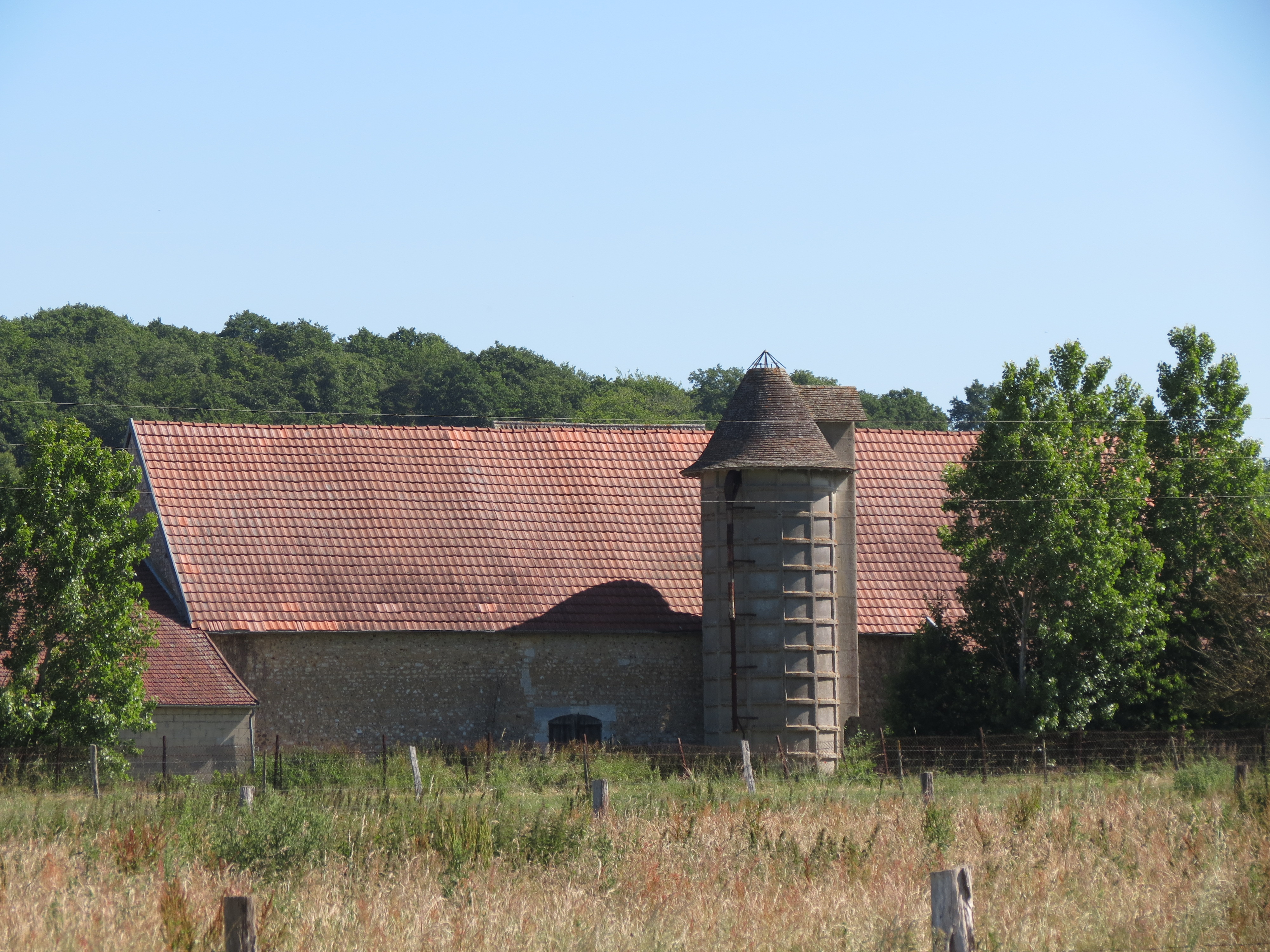
Herrenhaus von Fretteville